# Erevan (centre commercial)
 (décembre 2021).
Pour les articles homonymes, voir Erevan (homonymie).
Erevan est un centre commercial du centre-ville de Cotonou au Bénin. Situé en bord de mer, dans le quartier de Cadjehoun, il fait plus de 13000m², dont un supermarché de 4000m². 

## Historique
Construit en 2007, il a ouvert en 2009. Le complexe tire son nom d'Erevan, la capitale de l'Arménie, son Président Directeur Général Marcel Tchifteyan étant arménien,,.

## Enseignes
Il abrite de nombreuses boutiques, des restaurants et un supermarché Super U.